# Michel Jourdain Jr.
Michel Jourdain Jr. (Mexico-Stad, 2 september 1976) is een Mexicaans autocoureur. Hij reed onder meer in de Champ Car en Indy Racing League kampioenschappen, de NASCAR Nationwide Series en het World Touring Car kampioenschap.

## Carrière
Jourdain Jr. reed in 1996 drie races in het Indy Racing League kampioenschap. Hij werd tweede in Las Vegas in september 1996, een race van het IndyCar seizoen 1996/97. Maar het grootste deel van zijn formuleracing carrière reed hij in het concurrerende Champ Car kampioenschap. Hij won twee races in 2003, op de Milwaukee Mile en in het Canadese Montreal. Hij werd derde in de eindstand van het kampioenschap dat jaar. Jourdain reed 152 Champ Car races, won twee keer, stond acht keer op het podium als niet-winnaar en stond één keer op poleposition. In 2005 en 2006 reed hij in de Nascar Busch series. In 2007 reed hij in een Seat het World Touring Car kampioenschap. Tijdens het A1GP seizoen 2007-2008 reed hij vier races voor Team Mexico.

### Resultaten
Champ Car resultaten (aantal gereden races, aantal maal in de top 5 van een race, eindpositie kampioenschap en punten)
| Jaar | Races | 1ste | 2de | 3de | 4de | 5de | Rang | Ptn |
| ---- | ----- | ---- | --- | --- | --- | --- | ---- | --- |
| 1996 | 5     | -    | -   | -   | -   | -   | -    | -   |
| 1997 | 17    | -    | -   | -   | -   | -   | 29   | 1   |
| 1998 | 19    | -    | -   | -   | -   | -   | 24   | 5   |
| 1999 | 20    | -    | -   | -   | -   | -   | 25   | 7   |
| 2000 | 20    | -    | -   | -   | -   | -   | 22   | 18  |
| 2001 | 20    | -    | -   | 1   | -   | -   | 20   | 30  |
| 2002 | 19    | -    | -   | -   | 2   | 3   | 10   | 105 |
| 2003 | 18    | 2    | 3   | 1   | 5   | -   | 3    | 195 |
| 2004 | 14    | -    | 1   | 1   | 1   | -   | 12   | 185 |

Indy Racing League resultaten (aantal gereden races, aantal maal in de top 5 van een race, eindpositie kampioenschap en punten)
| Jaar    | Races | 1ste | 2de | 3de | 4de | 5de | Rang | Ptn |
| ------- | ----- | ---- | --- | --- | --- | --- | ---- | --- |
| 1996    | 2     | -    | -   | -   | -   | -   | 19   | 37  |
| 1996/97 | 1     | -    | 1   | -   | -   | -   | 36   | 33  |
| 2012    | 1     | -    | -   | -   | -   | -   | 32   | 16  |